# Zlatibor

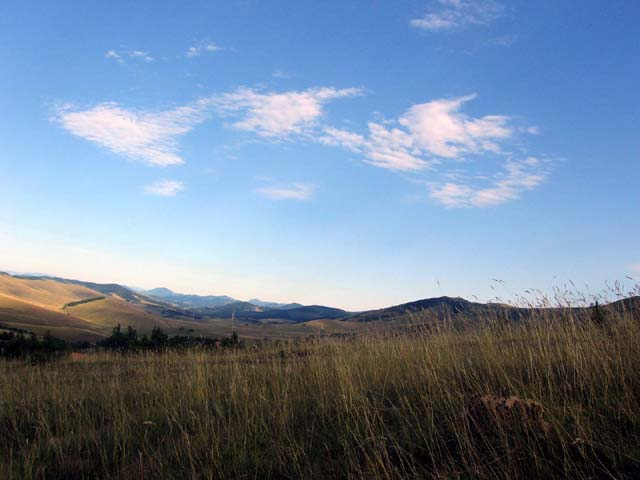
Krajobraz Zlatiboru

Zlatibor (serbski: Златибoр) – górzysty region położony w zachodniej Serbii, w Alpach Dynarskich. 
Zlatibor zajmuje powierzchnię ponad 300 km², 27 mil długości i 23 mile szerokości. Najwyższym szczytem jest Tornik, który ma wysokość 1496 metrów. Zlatibor jest usytuowany na współrzędnych geograficznych 43°31' - 43°51' N i 19°28' - 19°56' E i leży na terenie trzech powiatów: Čajetiny, Užic i Nowej Varošy, w dystrykcie zlatiborskim. Przez Zlatibor przebiega także międzynarodowa trasa kolejowa Belgrad-Bar.

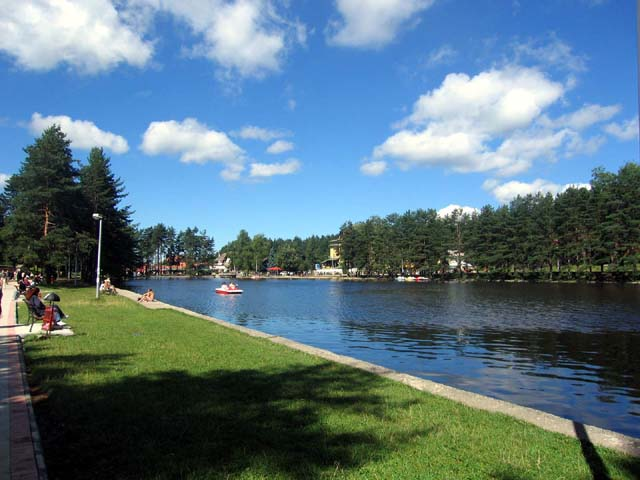
Jezioro w centrum Kraljevych Vodach

Południowa i wschodnia granica Zlatiboru są naturalne, gdyż wyznaczają ją rzeki Uvac i Veliki Rzav. Na zachodzie region graniczy z Bośnią i Hercegowiną.
Zlatibor jest położony w północnej części regionu Stari Vlah, historycznej granicy między regionami Rašką, Hercegowiną i Bośnią. Szczyt Cigla w pobliżu wsi jest szczytem granicznym pomiędzy Królestwem Serbii, Austro-Węgrami i Imperium Osmańskim. W starożytności Zlatibor był nazywany Rujno, a żupa była częścią Raški. Nazwa Zlatibor pojawiła się w XVIII wieku, ale jej etymologia jest wątpliwa. Najbardziej prawdopodobną wersją jest połączenie dwóch serbskich słów zlatni (złoty) i bor (sosna).
Głównym kurortem Zlatiboru jest miasto Zlatibor.
Znajdują się tam m.in. Mokra Góra i Küstendorf, do których można dojechać Ósemką Szargańską, zabytkową koleją wąskotorową.